# Jeux méditerranéens de 1979
Navigation
Alger 1975 Casablanca 1983
Les huitièmes Jeux méditerranéens se sont déroulés du 15 au 29 septembre 1979 à Split en Yougoslavie, notamment dans le stade de Poljud.
Le pays organisateur remporte la première place avec une médaille d'or de plus que la France. 
Certaines disciplines ont été introduites au cours de ces jeux tels que le tennis de table, le tir à l'arc et le canoë-Kayak, alors que d'autres ont fait leur réapparition (aviron, hockey sur gazon).
Parmi les performances de cette édition, on peut citer les 6 titres en sports collectifs et les 11 en lutte, et 8 en boxe de la Yougoslavie, les quatre médailles d'or de la nageuse italienne Cinzia Scarponi et les 4 titres du gymnaste français Michel Boutard.

## Participation
Quelque 2 500 sportifs de 14 pays ont participé à ces Jeux où 595 médailles ont été attribuées dans 25 disciplines sportives :
| Pays        | Hommes | Femmes | Total |
| ----------- | ------ | ------ | ----- |
| Algérie     | 114    | 22     | 136   |
| Égypte      | 183    | 22     | 205   |
| Espagne     | 196    | 67     | 263   |
| France      | 236    | 51     | 287   |
| Grèce       | 172    | 23     | 195   |
| Italie      | 279    | 89     | 368   |
| Liban       | 13     | -      | 13    |
| Maroc       | 103    | 3      | 106   |
| Malte       | 63     | 5      | 68    |
| Monaco      | 5      | -      | 5     |
| Syrie       | 11     | -      | 11    |
| Tunisie     | 148    | 6      | 154   |
| Turquie     | 168    | 20     | 188   |
| Yougoslavie | 318    | 91     | 409   |
| Total       | 2009   | 399    | 2408  |

## Sports
25 sports sont au programme de ces Jeux méditerranéens :
- Athlétisme (article détaillé)
- Aviron
- Basket-ball
- Boxe (article détaillé)
- Canoë-kayak (article détaillé)
- Cyclisme
- Équitation
- Escrime
- Football
- Gymnastique
- Handball (article détaillé)
- Haltérophilie
- Hockey sur gazon
- Judo
- Lutte
- Natation
- Plongeon
- Rugby à XV (article détaillé)
- Tennis
- Tennis de table
- Tir
- Tir à l'arc
- Voile
- Volley-ball (femmes , hommes articles détaillés)
- Water-polo

## Tableau des médailles
*  Pays organisateur 
| Rang | Nation      | Or | Argent | Bronze | Total |
| ---- | ----------- | -- | ------ | ------ | ----- |
| 1er  | Yougoslavie | 56 | 38     | 33     | 127   |
| 2e   | France      | 55 | 40     | 34     | 129   |
| 3e   | Italie      | 49 | 63     | 47     | 159   |
| 4e   | Espagne     | 16 | 20     | 32     | 68    |
| 5e   | Grèce       | 7  | 10     | 13     | 30    |
| 6e   | Turquie     | 5  | 5      | 14     | 24    |
| 7e   | Égypte      | 3  | 9      | 10     | 22    |
| 8e   | Algérie     | 1  | 5      | 10     | 16    |
| 9e   | Tunisie     | 1  | 2      | 9      | 12    |
| 10e  | Liban       | 1  | 1      | 0      | 2     |
| 11e  | Syrie       | 1  | 0      | 0      | 1     |
| 12e  | Maroc       | 0  | 2      | 3      | 5     |

## Dans la fiction
L'épisode Les Plus Beaux Jeux de notre vie de la série française  Salut champion a été entièrement tourné aux Jeux méditerranéens de Split et donne un bon aperçu de ces jeux, notamment la cérémonie d'ouverture.